# 巴哈马
巴哈馬聯邦（英語：Commonwealth of The Bahamas），或巴哈馬國，通称巴哈马（英語：The Bahamas），是位於大西洋西侧廬卡雅群島上的一个島國，全國包含700座岛屿（以及小岛屿）和珊瑚礁。地處美国佛罗里达礁島群東南面，古巴主島和伊斯帕尼奥拉岛（海地和多米尼加）以北，特克斯和凯科斯群岛西北部，絕大多數的領土位於百慕達三角附近。
巴哈馬的首都拿骚位于新普罗维登斯岛上，絕大多數的人口居住於首都拿骚一帶；而旅遊業和金融業是巴哈馬主要的經濟活動。

## 历史
巴哈馬群島的原住民為路克揚印第安人，1492年10月12日哥倫布探索該群島時發現了他們。據說哥倫布曾登陸聖薩爾瓦多島。西班牙人對移民該島無興趣，但到此搜刮奴隸，致使人口銳減。
1648年，一批來自百慕達群島的英國人來到巴哈馬群島，但沒有定居的打算，這裡於是很快又淪為海盜的避難所，而且西班牙人也不時登陸侵擾，導致後來雖有人但並不特別繁榮。
1706年—1718年，英国海盗在拿骚建立海盗共和国。
美國獨立革命之後，當時一些效忠英國的人士逃離美國來到巴哈馬群島，進而帶動了巴哈馬群島的繁榮，陸續建立了棉花種植園。美國南北戰爭期間成為封鎖走私船的中心。一直到第二次世界大戰後，旅遊業才開始發展，使當地持續繁盛。
1964年巴哈馬群島獲得內部自治權。1973年成為獨立的巴哈马國。

## 经济

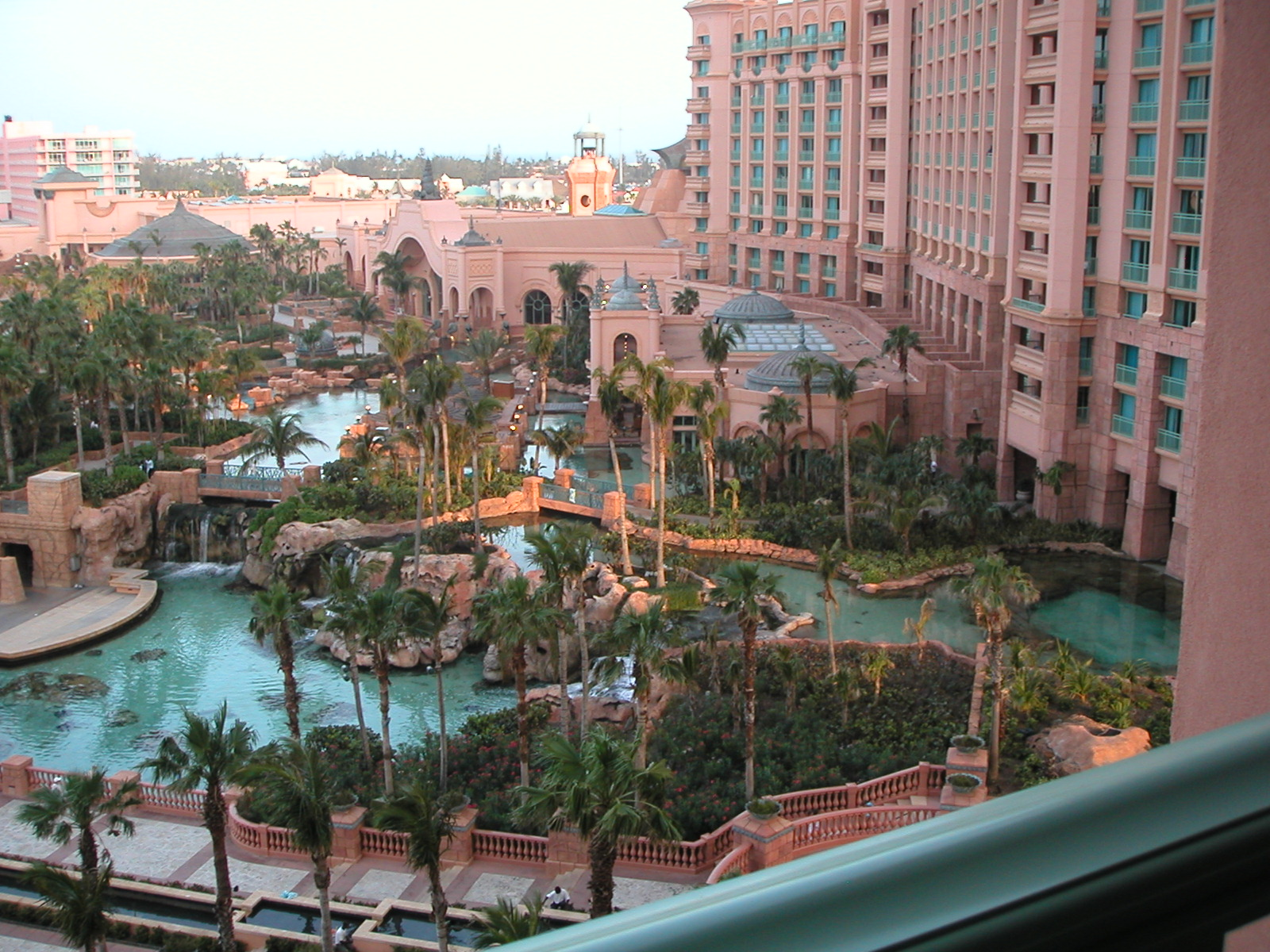
亞特蘭蒂斯度假中心

巴哈马是加勒比地区最富裕的国家，人均国内生产总值在美洲国家中仅次于美国、加拿大。旅游业和金融业是国民经济支柱产业，船舶服务业是国民经济重要部门。近年来巴政府提出实现经济多样化发展策略，大力吸引外资，重点发展工业和农业，取得一定进展。2019年9月，巴哈马遭受史上最强飓风“多里安”袭击，经济损失高达70亿美元。2020年以来，2019冠状病毒病疫情对巴经济造成严重影响，旅游业遭受重创。
巴哈马海产资源丰富。有石油、天然气、盐等。可耕地少，淡水不足，农业资源有限。有伐木、小船制造、水泥、食品加工、饮料、酿酒、手工艺品和制药等小型制造业，主要集中在大巴哈马岛的自由贸易区内。为实施经济多样化战略，巴政府鼓励发展中小企业，并为此制定了优惠政策。巴哈马土壤贫瘠，农业不发达。只种植少量蔬菜、水果，主要农作物有甘蔗、蕃茄、香蕉、玉米、菠萝、豆类等。食品80%靠进口，部分蔬菜和柑橘类水果能自给并有少量出口，肉类生产基本上满足国内需求。巴政府对农产品和水果产品实行保护政策。巴哈马所处海域是世界重要渔场之一，主要出产龙虾、海螺、石斑鱼、马林鱼、旗鱼和金枪鱼等，其中龙虾约占水产总量的60％。

## 政治

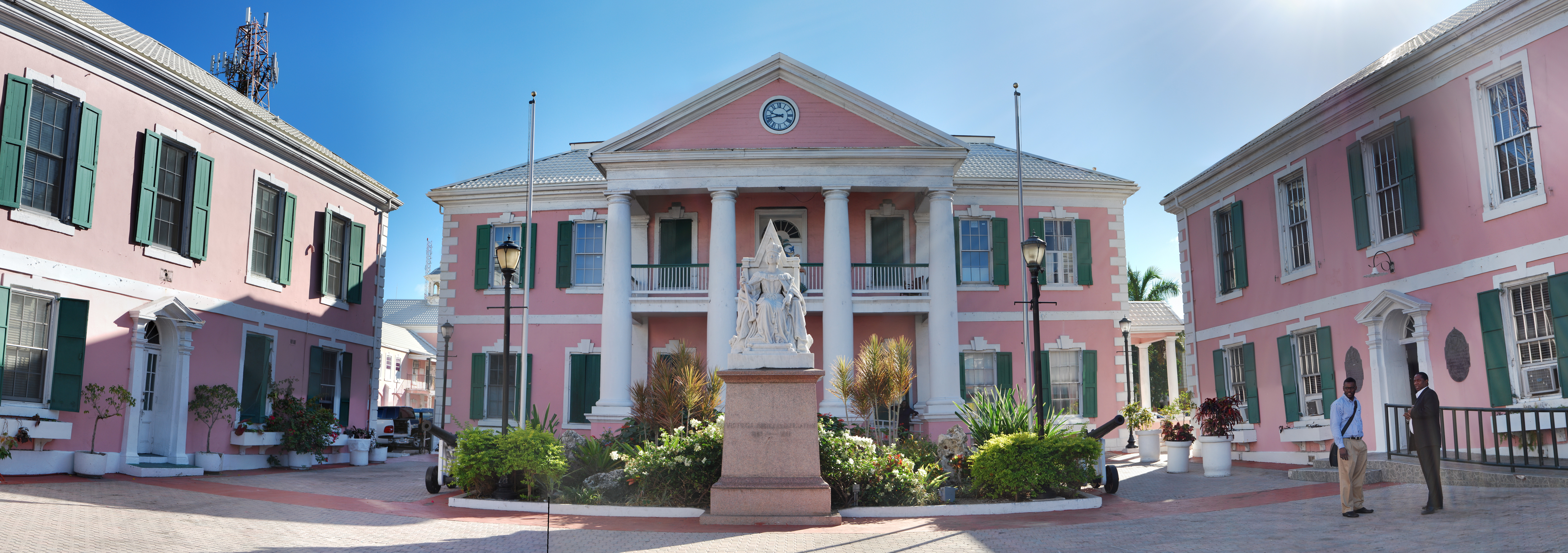
巴哈馬國國會

巴哈馬國是君主立憲國家，同时也是英联邦国家，採兩院制。國家元首是巴哈馬君主，政府代表是巴哈馬總督。政府首腦為巴哈马总理。
设有最高法院、上诉法院和地方法院。均受理刑事和民事案件。英国枢密院为终审法院。

## 行政區劃

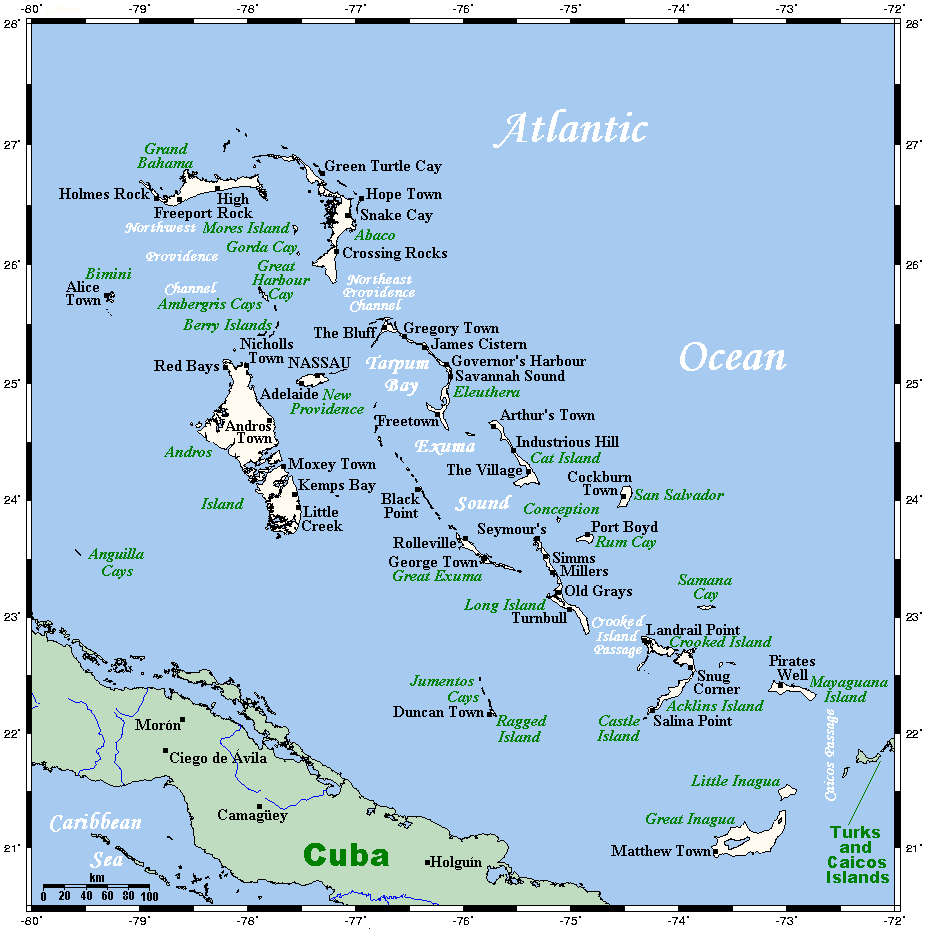
巴哈马地图

全国共分31个区、19个岛组，在新普罗维登斯（首都拿骚所在地）、大巴哈马、安德罗斯、阿巴科、伊柳塞拉等主要岛屿上设有地方专员。
首都位于由中央直轄的新普羅維登斯島。

## 人口
人口351461（2010年），人民多為歐洲人和非洲人混血後裔，非洲人為以前奴隸。人口多集中在新普洛維頓斯島。

## 地理
巴哈馬群岛大部分的地區都属温和的亚热带气候，北回归线横贯中部。在一年之中8月为最热月份，平均气温介於攝氏24至32 °C（75至90 °F）之間；1、2月为最冷月份，平均气温17至25 °C（63至77 °F）之間。巴哈馬的年均气温約為攝氏23.5 °C（74.3 °F），年平均降水量則在1000毫米上下。
热带风暴和飓风偶尔会袭击巴哈马群岛。1992年，飓风安德鲁(Andrew)掠过群岛北部，1999年，飓风弗洛伊德(Floyd)掠过群岛东部。2019年的飓风多利安以破坏性强度掠过群岛，持续风速185英里每小时(295公里每小时)，阵风高达220英里每小时(354公里每小时)，成为有记录以来影响大巴哈马和大阿巴科群岛的最强热带气旋。

## 其他

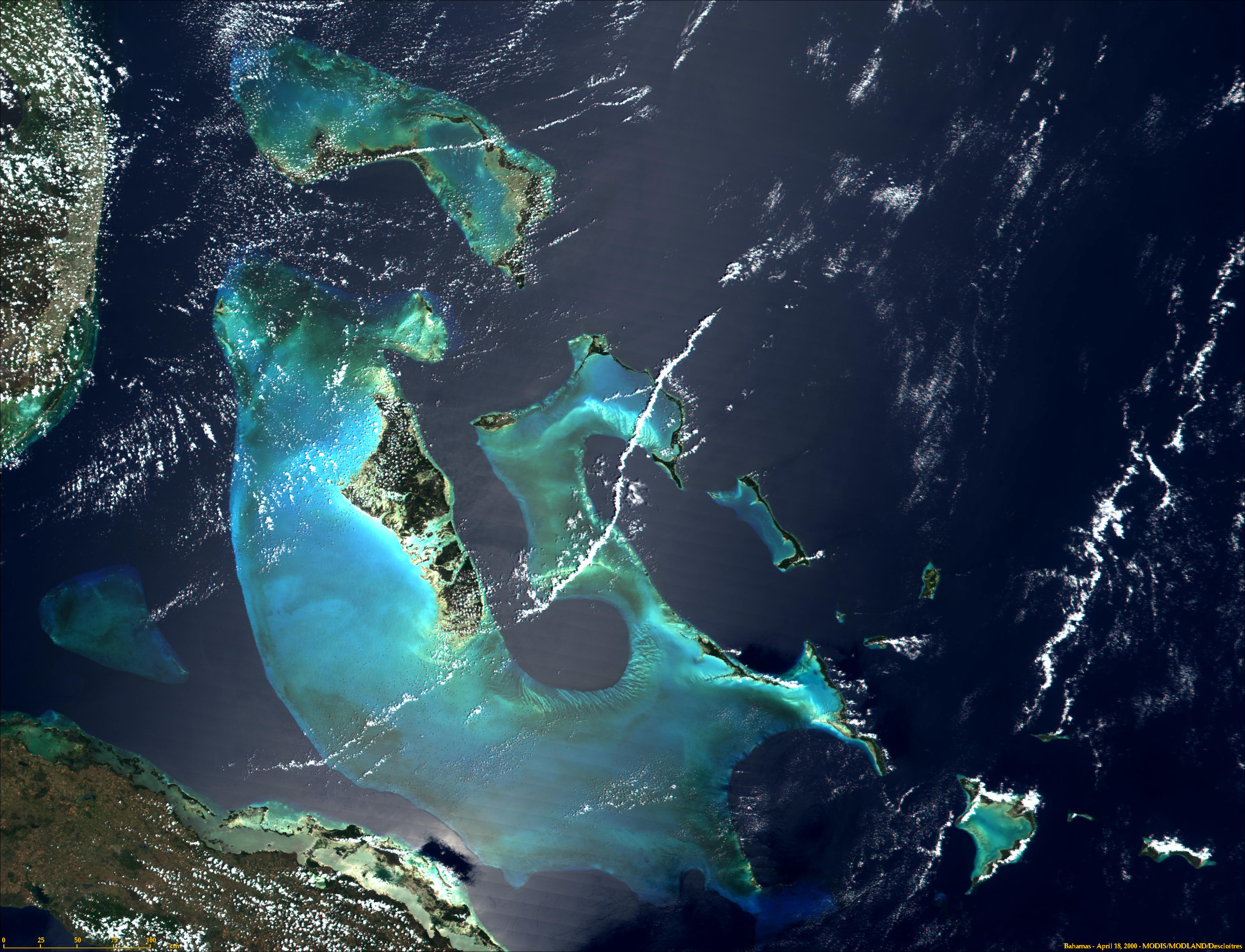
巴哈马卫星地图

- 迪士尼的系列电影《加勒比海盗》（Pirates of the Caribbean）即是在巴哈馬拍攝。